# فريدريك ويلهلم شوبرت
فريدريك ويلهلم شوبرت (بالألمانية: Friedrich Wilhelm Schubert)‏ هو إحصائي ومؤرخ وسياسي ألماني، ولد في 20 مايو 1799، وتوفي في 21 يوليو 1868. انتخب عضو برلمان فرانكفورت وانتخب member of the Prussian Second Chamber ‏ وانتخب عضو مجلس النواب البروسي اللوردات.